# Emblethis
Emblethis is een geslacht van wantsen uit de familie bodemwantsen (Lygaeidae). Het geslacht werd voor het eerst wetenschappelijk beschreven door Franz Xaver Fieber in 1860.

## Soorten
Het genus bevat de volgende soorten:

- Emblethis alashanensis J.L. Li & Nonnaizab, 2004
- Emblethis amplus Seidenstücker, 1987
- Emblethis angustus Montandon, 1890
- Emblethis brachynotus Horváth, 1897
- Emblethis brachypterus Linnavuori, R., 1953
- Emblethis brevicornis Horváth, 1904
- Emblethis ciliatus Horváth, 1875
- Emblethis denticollis Horváth, 1878
- Emblethis dilaticollis (Jakovlev, 1874)
- Emblethis duplicatus Seidenstücker, 1963
- Emblethis filicornis Linnavuori, 1954
- Emblethis gracilicornis Puton, 1883
- Emblethis griseus (Wolff, 1802)
- Emblethis horvathiana Hutchinson, 1934
- Emblethis horvathianus Hutchinson, 1934
- Emblethis karamanus Seidenstücker, 1963
- Emblethis latus Seidenstücker, 1966
- Emblethis luridus Jakovlev, B.E., 1904
- Emblethis major Montandon, 1890
- Emblethis minutus Kiritshenko, 1911
- Emblethis nigricans Popov, 1964
- Emblethis nox Kiritshenko, 1912
- Emblethis osmanus Seidenstücker, 1963
- Emblethis parvus Montandon, 1890
- Emblethis persicus Josifov, 1965
- Emblethis proximus Seidenstücker, 1967
- Emblethis pusillus Priesner & Alfieri, 1953
- Emblethis robustus Josifov, 1965
- Emblethis sabulosus Seidenstücker, 1963
- Emblethis semenovi Kiritshenko, 1911
- Emblethis setifer Seidenstücker, 1966
- Emblethis solitarius Jakovlev, 1882
- Emblethis tenellus Jakovlev, 1884
- Emblethis verbasci (Fabricius, 1803)
- Emblethis vicarius Horváth, 1908